# Eaucourt-sur-Somme
Eaucourt-sur-Somme é uma comuna francesa na região administrativa de Altos da França, no departamento de Somme. Estende-se por uma área de 4,42 km². Em 2010 a comuna tinha 422 habitantes (densidade: 95,5 hab./km²).